# Бай-Булат
Бай-Була́т (укр. Бай-Булат, крымскотат. Bay Bolat, Бай Болат) — исчезнувшее село в Раздольненском районе Республики Крым, располагавшееся на юго-востоке района, в правом притоке Каймачинской балки степного Крыма, примерно в 3 км западнее современного села Зимино.

## История
Деревня Бай-Булат была основана в самом конце XIX века на месте старинного крымскотатарского селения Байбулат. Судя по доступным историческим документам, в последний период Крымского ханства Бакбулат входил в Каракуртский кадылык бакчи-сарайскаго каймаканства. Деревня была оставлена жителями, эмигрировавшими в Османскую империю, видимо, при присоединении Крымского ханства к России 8 февраля 1784 года, поскольку в ревизиях XVIII—XIX веков не значится. При этом развалины деревни отмечались военными топографами на всех известных картах: в 1817 году Байбулат обозначен пустующим, в 1842 и 1865 году — как развалины.
Только на верстовой карте 1890 года в Байбулате обозначено 17 дворов с татарским населением и в «…Памятной книжке Таврической губернии на 1900 год» встречается деревня Байбулат Агайской волости Евпаторийского уезда, в которой числилось 118 жителей в 17 дворах. По Статистическому справочнику Таврической губернии. Ч.II-я. Статистический очерк, выпуск пятый Евпаторийский уезд, 1915 год, в деревне Байбулат Агайской волости Евпаторийского уезда числилось 18 дворов с русским населением в количестве 133 человека приписных жителей, из которых 65 мужчин и 68 женщин. Жители землёй не владели, в хозяйствах имелось 14 лошадей, 6 коров и 161 голова мелкого скота.
После установления в Крыму Советской власти, по постановлению Крымревкома от 8 января 1921 года № 206 «Об изменении административных границ» была упразднена волостная система, и село вошло в состав Бакальского района Евпаторийского уезда, а в 1922 году уезды получили название округов. 11 октября 1923 года, согласно постановлению ВЦИК, в административное деление Крымской АССР были внесены изменения, в результате которых округа были отменены, Бакальский район упразднён, а село вошло в состав Евпаторийского района.Согласно Списку населённых пунктов Крымской АССР по Всесоюзной переписи 17 декабря 1926 года, в селе Бай-Булат, Каймачинского сельсовета Евпаторийского района, числилось 36 дворов, из них 33 крестьянских, население составляло 149 человек, все татары. После создания 15 сентября 1931 года Фрайдорфского (переименованного в 1944 году в Новосёловский) еврейского национального района Бай-Булат вместе с Каймачинским сельсоветом включили в его состав. По данным всесоюзная перепись населения 1939 года в селе проживал 131 человек. В последний раз в доступных исторических документах встречается на двухкилометровке РККА 1942 года.
В 1944 году, после освобождения Крыма от нацистов, согласно Постановлению ГКО СССР № 5859 от 11 мая 1944 года, 18 мая крымские татары были депортированы в Среднюю Азию. Видимо, опустевшее после войны и депортации село не возрождали.